# Philippe Schaaf
Pour les articles homonymes, voir Schaaf.
Ne doit pas être confondu avec Philip Schaff.
Philippe Schaaf, né le 1er avril 1968 à Strasbourg, est un ancien joueur français de handball évoluant au poste d'arrière droit. Il a été sélectionné à 140 reprises en équipe de France, étant notamment vice-champion du monde en 1993.

## Biographie
Philippe Schaaf a commencé sa carrière au RC Strasbourg, d'où il est originaire, et s'y fait remarquer puisqu'il connait sa première sélection en équipe de France en 1988. Ainsi, il rejoint l'US Créteil en 1989 alors que le club cristollien vient de réaliser le doublé championnat-Coupe de France et surtout a été le premier club français à atteindre une finale de coupe d'Europe lors de la Coupe d'Europe des vainqueurs de coupe 1988-1989. Néanmoins, hormis une belle demi-finale en Coupe des clubs champions européens en 1990, l'US Créteil n'enrichit pas son palmarès et Schaaf prend alors la direction du Vénissieux handball en 1992. Hélas, la nouvelle place forte du handball français, qui a également réalisé le doublé coupe-championnat la saison précédente, doit faire face à de nombreux problèmes financiers et Schaaf est autorisé à quitter le club dès janvier 1993. Il termine alors la saison en Nationale 1B au UMS Pontault-Combault HC. Malgré tout, il est sélectionné en mars 1993 pour le Championnat du monde en Suède où il remporte la médaille d'argent. La saison suivante, il retrouve l'élite avec Livry-Gargan. Puis, en 1994, il prend la direction de l'US Ivry avec lequel il remporte la Coupe de France 1996.
Blessé, il ne peut participer au premier titre mondial remporté lors du championnat du monde 1995, son forfait permettant l'éclosion à son poste de Stéphane Stoecklin. L'année 1995 restera une année difficile pour Schaaf avec « les Barjots » puisqu'en novembre, il est la cible de son coéquipier Éric Quintin à la mi-temps d'un match qualificatif face à la Belgique pour le championnat d'Europe 1996 : victime d'un coup de boule de l'ailier international, Schaaf se retrouve avec le nez fracturé .
L'été 1996 marque ensuite un grand tournant pour le handball en France : l'OM Vitrolles a disparu, Schaaf et les français se sont plantés lors Jeux olympiques d'Atlanta avec une décevante 4e place et l'arrêt Bosman conjugué avec un championnat de France en déclin a conduit au départ de nombreux joueurs emblématiques vers l'étranger. Schaaf prend lui la direction de l'Allemagne et du TV Niederwürzbach, atteignant la finale de la Coupe d'Allemagne en 1998 (de). Le club subissant des difficultés financières, il rejoint à l'été 1999 un autre club allemand, le TuS Schutterwald, puis en décembre le club suisse du TV Suhr avec lequel il devient champion de Suisse en 2000 avant d'y mettre fin à sa carrière en 2003.
En 2024, il fait partie des volontaires mobilisés pendant les Jeux olympiques notamment pour les épreuves de handball à Villeneuve-d'Ascq.

## Palmarès

### En club
Compétitions internationales
- Demi-finaliste de la Coupe des clubs champions (C1) en 1990

Compétitions nationales
- Vainqueur de la Coupe de France
  - Vainqueur (1) : 1996
  - Finaliste en 1994
- Finaliste de la Coupe d'Allemagne en 1998 (de)
- Vainqueur du Championnat de Suisse (1) : 2000

### Équipe nationale
- 6e place au Championnat du monde espoirs 1989[13]
- Médaille d'argent au Champion du monde en 1993,  Suède
- Médaillé d'argent aux Jeux méditerranéens de 1993 en Languedoc-Roussillon,  France
- Médaille d'or aux Goodwill Games de 1994 à Saint-Pétersbourg en  Russie
- 4e place aux Jeux olympiques de 1996 à Atlanta,  États-Unis